# Juan Antonio Samaranch
Juan Antonio Samaranch (katalonski Joan Antoni Samaranch i Torelló; Barcelona, 17. srpnja 1920. – Barcelona, 21. travnja 2010.) bio je španjolski športski djelatnik, predsjednik Međunarodnog olimpijskog odbora. 

## Životopis
Samaranch je rođen u imućnoj obitelji. Studirao je ekonomiju. 1967. Francisco Franco ga je nominirao za španjolskog ministra športa. Istodobno je postao predsjednik španjolskog olimpijskog odbora te član MOO-a. Od 1974. do 1978. bio je potpredsjednik MOO-a, od 1980. do 2001., njegov predsjednik. 
Imao je zasluge u međunarodnom priznanju Hrvatskog olimpijskog odbora (HOO) i u dozvoli nastupa hrvatskih sportaša na Zimskim Olimpijskim igrama u Arbertvillu 1992. i Ljetnim olimpijskim igrama u Barceloni iste godine, prije nego što je Hrvatska postala članica Ujedinjenih naroda. Hrvatsku je posjetio 11 puta, posljednji put 2007. godine. Bio je počasni član HOO od 1993. godine u znak zahvalnosti. Bio je poštovatelj Dražena Petrovića. Posjetio je Draženov muzej u Zagrebu 2007.
Dana 20. travnja 2010. Samaranch je zbog problema sa srcem, odnosno akutne koronarne insuficijencije, zaprimljen u bolnicu u Barceloni. Dan kasnije umro je zbog zatajenja srčanih i dišnih organa. 
Dana 16. lipnja 2010. Dvorana Zetra u Sarajevu preimenovana je u Dvorana Juan Antonio Samaranch.